# Leptomona
Leptomona is een geslacht van kevers uit de familie bladkevers (Chrysomelidae).
De wetenschappelijke naam van het geslacht werd in 1958 gepubliceerd door Bechyne.

## Soorten
- Leptomona erythrocephala Olivier, 1790
- Leptomona russica Gmelin, 1790